# Paleogenia
Paleogenia (лат.) — ископаемый род дорожных ос (Pompilidae). Известно 3 вида, обнаруженные в эоценовых балтийском (Калининградская область, Россия) и ровенском янтарях (Украина). Название происходит от латинизированного греческого слова paleo (древний) и Agenia — имя, широко используемое для обозначения таксонов Pepsinae.

## Описание
Мелкие осы, длина около 3—4 мм. Сегменты антенн короткие; проподеум гладкий, с латеральным килем; голени с короткими вершинными шиповидными волосками; передние, средние и задние голени без шипиков; первый метасомальный сегмент с латеральным килем; крыло гиалиновое; переднее крыло с короткими ячейками, ячейка 2M без перегиба на основании жилки Cu; 1Rs — короткая, ячейка 2M без перегиба на основании жилки Cu; 1Rs и 2Rs примерно одинакового размера; 1R1 и 1M примерно одинакового размера; 1M на 1/3 шире длины; жилка 2m-cu возникающая на Cu более чем на половине расстояния от основания от основания ячейки 2M до внешнего края крыла. Жилкованием крыльев сходен с родами Poecilagenia и Nipponodipogon.

## Классификация
Известно 3 ископаемых вида.
- † Paleogenia indomini Colombo & Waichert, 2023[2]
- † Paleogenia wahisi Waichert & Pitts in Rodriguez et al., 2016[1]
- † Paleogenia waichertae Loktionov, Lelej & Perkovsky in Loktionov et al., 2023[3]